# Hüseyin Kartal
Hüseyin Kartal (20 de marzo de 2000) es un deportista turco que compite en taekwondo. Ganó una medalla de bronce en los Juegos Europeos de Cracovia 2023, en la categoría de –80 kg.

## Palmarés internacional
| Juegos Europeos | Juegos Europeos         | Juegos Europeos   | Juegos Europeos |
| Año             | Lugar                   | Medalla           | Categoría       |
| --------------- | ----------------------- | ----------------- | --------------- |
| 2023            | Krynica-Zdrój (Polonia) | Medalla de bronce | –80 kg          |